# Roberto Mascaró
Roberto Mascaró, född 12 december 1948 i Montevideo, Uruguay, är en uruguayansk-svensk poet och översättare. Han är bosatt i Sverige sedan 1978 och har bland annat översatt de flesta av Tomas Tranströmers dikter till spanska.

## Verk i urval
- Asombros de la nieve. Stockholm: Siesta. 1986.
- Cruz del sur : Södra korset. [tolkning: Hans Bergqvist]. Stockholm: Siesta. 1987. Parallelltext på spanska och svenska.
- Öppet fält : Campo abierto [tolkning: Hans Bergqvist. Malmö: Siesta. 1998.
- Montevideo cruel : tangos (1997-2003). Montevideo, Uruguay: Ediciones Imaginarias. 2003.
- Un río de pájaros (2004). Medellín, Colombia: Fondo Editorial EAFIT.